# Monument de les Harpies

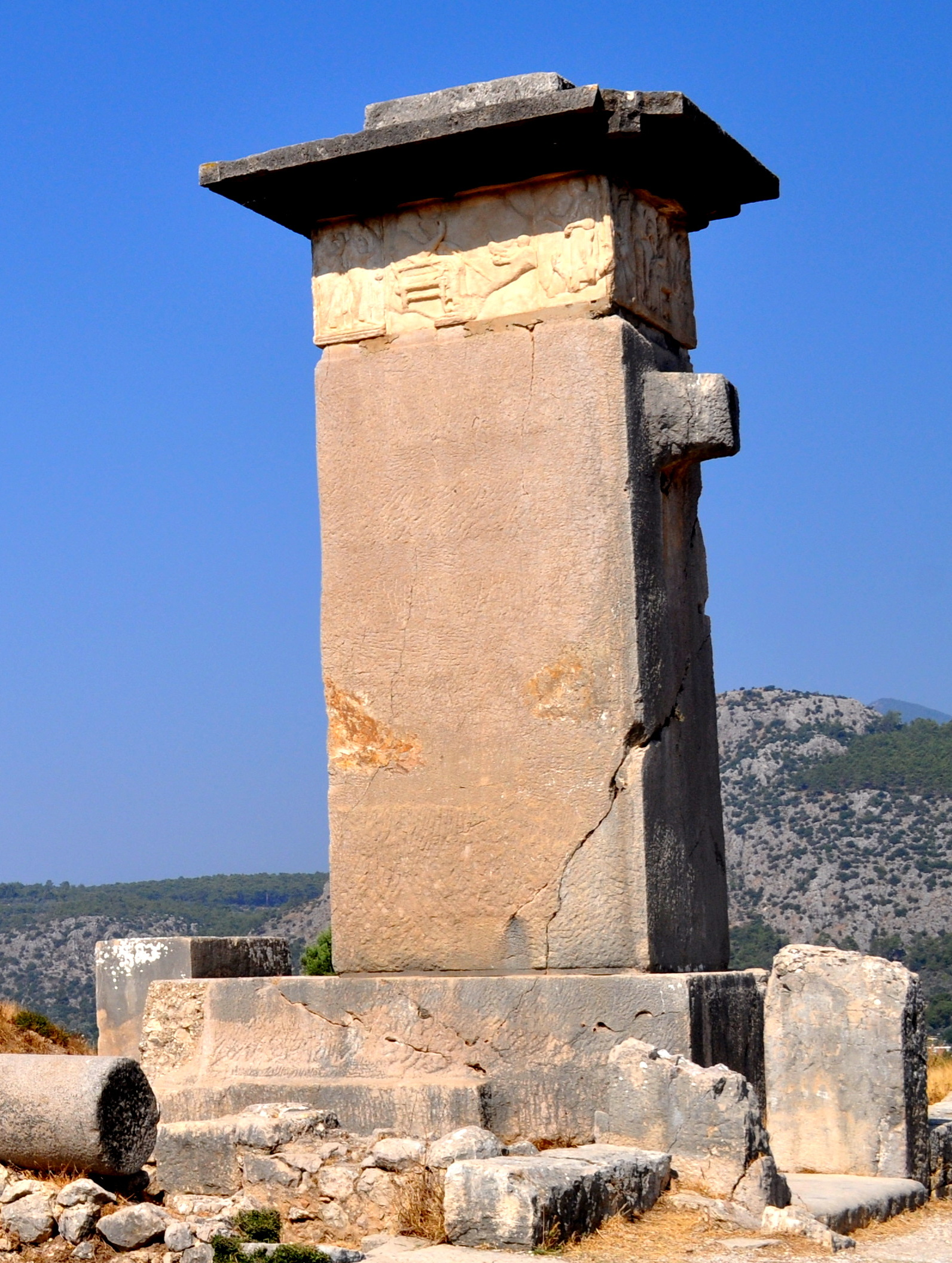
El Monument de les Harpies de Xanthos. El treball decoratiu de la part superior és una reconstrucció d'argila, l'original de la qual de marbre s'exhibeix encara al Museu Britànic

El Monument de les Harpies és una pilastra funerària del 480-470 aC que es conserva a la ciutat lícia de Xanthos, a l'actual Turquia.

## Descripció
És entre el teatre i l'àgora. El monument està format per una base massissa sobre la qual descansa una pilastra monolítica de quasi sis metres d'alçada, damunt la qual es troba la cambra funerària. Les plaques que originàriament revestien la cambra funerària, amb relleus marmoris, encara són a Londres. En el monument se n'han substituït per còpies. La decoració deu ser d'un artista milesi.
Les dues figures demoníaques, amb faccions en part de dona i en part d'ocell, esculpides als extrems de les dues plaques, s'interpretaren en un principi com les harpies en l'acte d'aferrar Cleòpatra i Mèrope, les òrfenes del mític rei lici Pandàreu. Actualment se suposa que són sirenes, en una representació que al·ludeix genèricament al pas a l'altre món.

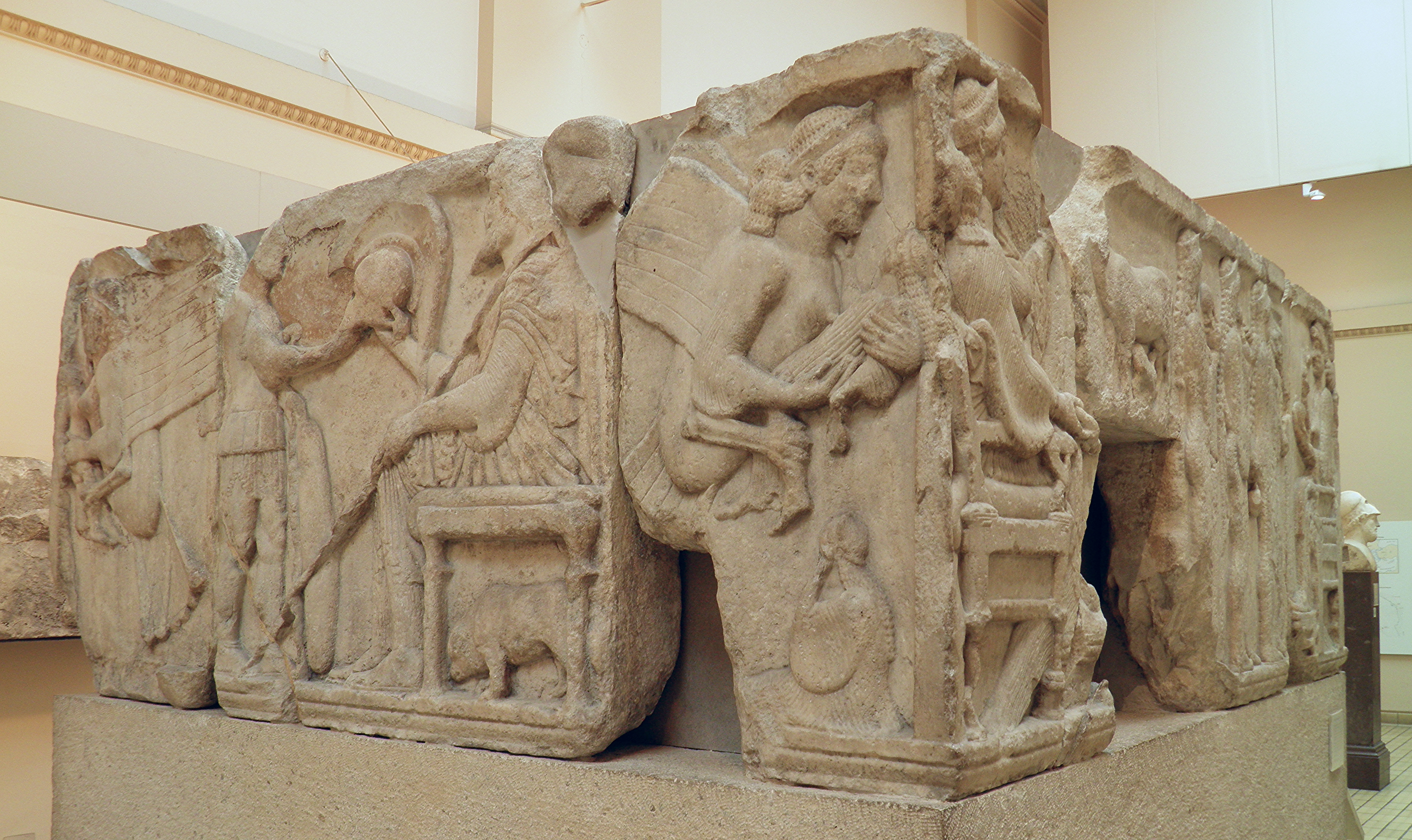
Els relleus originals, encara al Museu Britànic de Londres

A la placa septentrional entre les sirenes es troba el príncep difunt que, assegut al tron, lliura les armes al seu hereu. També la placa de sud planteja una escena de caràcter funerari, amb un personatge sedent en actitud hieràtica que rep ofrenes d'una joveneta. En el costat est es tributen honres a un vell dinasta barbat amb certs aspectes que evoquen el ritual cortesà persa.
Al costat occidental dues dones assegudes reben l'homenatge de tres jovenetes, de proporcions físiques molt menors per subratllar la diferència jeràrquica. En són dues avantpassades il·lustres, o les dees Demèter i Persèfone, o una Persèfone duplicada en companyia de les tres Moires. L'estil n'és jònic, i més precisament milesi. Aquest últim motiu, conegut en molts relleus i pintures, pertany a la ideologia funerària grega i demostra que, en el llindar de l'època clàssica, certs elements culturals grecs havien estat admesos per la classe dirigent de Xhantos, tot i que dins del respecte pels valors propis del món oriental.